# Malcom McArthur
Malcolm Julian McArthur (Sydney, 30 juli 1882 - Albury, 6 juli 1961) was een Australisch rugbyspeler.

## Carrière
Tijdens de Olympische Zomerspelen 1908 werd hij met de Australazië ploeg olympisch kampioen. McArthur speelde als flanker.

## Erelijst

### Met Australazië
- Olympische Zomerspelen:  1908